# 帕諾拉馬海茨 (加利福尼亞州)
帕諾拉馬海茨（英語：Panorama Heights）是位於美國加利福尼亞州圖萊里縣的一個人口普查指定地區。

## 地理
帕諾拉馬海茨的座標為35°48′24″N 118°37′37″W / 35.80667°N 118.62694°W，而該地最高點為海拔高度1537米（即5043英尺）。

## 人口
根據2010年美國人口普查的數據，帕諾拉馬海茨的面積為1.230平方千米，當中陸地面積為1.230平方千米，而水域面積為0.000平方千米。當地共有人口81人，而人口密度為每平方千米65人。